# Линия Куинс-бульвара, Ай-эн-ди
IND Queens Boulevard Line — одна из линий дивизиона B Нью-Йоркского метрополитена. Линия проходит два района Нью-Йорка — Манхэттен и Куинс, работая в Манхэттене под 53-я улица (Манхэттен). На всем своем участке линия не выходит на поверхность. Манхэттенская часть линии также известна под названием 53rd Street Line.
Линия обслуживается маршрутами: E (круглосуточно), F (круглосуточно), <F> (в часы пик в пиковом направлении), M (в будни днём и вечером) и R (круглосуточно, кроме ночи).
- E — работает круглосуточно на участке от Briarwood, следуя с IND Archer Avenue Line, до 50th Street, продолжая по IND Eighth Avenue Line. На станциях Briarwood и 75th Avenue останавливается только по выходным и ночью. В дневное время на участке между Forest Hills — 71st Avenue и Queens Plaza работает экспрессом, ночью — локальным, следуя со всеми остановками.
- F — работает постоянно, на участке от 36th Street до конца — Jamaica — 179th Street. На участке до Forest Hills — 71st Avenue работает экспрессом, дальше — локальным. Первая станция маршрута на линии при следовании из Манхэттена — Jackson Heights — Roosevelt Avenue: первые пять станций поезд объезжает.
- M — работает только по будням, кроме ночи. Поезда следуют с IND Sixth Avenue Line до Forest Hills — 71st Avenue. Последняя является для маршрута конечной. На всем своём пути маршрут работает локальным и останавливается на всех станциях.
- R — работает на линии круглосуточно, кроме ночи на участке от Queens Plaza, прибывая с линии BMT Broadway Line, до Forest Hills — 71st Avenue. Маршрут на всём этом участке работает локальным. Станция Forest Hills — 71st Avenue во времена работы маршрута является для него конечной.

## Описание линии
Линия IND Queens Boulevard Line начинается на Jamaica — 179th Street (IND Queens Boulevard Line) и имеет четыре пути. Она проходит под Хилсайд-авеню до пересечения с Ван-Вик-экспрессвэй. Здесь линия поворачивает под Куинс-бульвар. На месте поворота линии происходит присоединение другой, двухпутной линии — IND Archer Avenue Line, открывшееся намного позже IND Queens Boulevard Line — только в 1988 году.
С запада от Briarwood от линии отсоединяются два служебных пути, ведущие к депо Jamaica Yard. Это не единственный выезд из депо, имеется и другой, наиболее используемый. Эти пути примыкаются к IND Queens Boulevard Line только перед Forest Hills — 71st Avenue.
Станция Forest Hills — 71st Avenue сама по себе устроена нетривиально. Она является конечной для поездов M и R. С востока от станции между локальным и экспресс-путём в каждом направлении образуется по одному пути. Эти два пути уходят на более глубокий уровень, где от них ответвляются два пути, заканчивающиеся тупиками. Эти пути используют для оборота поезда M и R. Два оставшихся пути следуют в депо Jamaica Yard. Оборотом поездов управляет не Forest Hills — 71st Avenue, а 75th Avenue, так как оборотные тупики расположены под платформами именно этой станции.
Сразу после станции Grand Avenue — Newtown линия поворачивает с Куинс-бульвар под Бродвей. Рядом со станцией Jackson Heights — Roosevelt Avenue имеется заброшенный тоннель (без рельсов), который должен был стать продолжением линии и соединить её с IND Rockaway Line в рамках одного из проектов.
К западу от станции 65th Street два центральный экспресс-пути уходят под локальные, таким образом образуя два яруса по два пути на каждом. Затем нижние пути поворачивают и следуют дальше под Северным Бульваром. Верхние локальные пути продолжают следовать дальше, под Бродвеем. Спустя две станции локальные пути поворачивают под Стэйнвэй стрит и следуют под ней до встречи с экспресс-путями в районе Куинс-Плаза. Такое «разделение» локальных и экспресс-путей было сделано, так как Стэйнвэй стрит и Бродвей слишком узки и не помещают под себя четыре одноуровневых пути.
Линия снова становится четырехпутной перед станцией 36th Street. С запада от этой станции от линии ответвляется двухпутная IND 63rd Street Line — самая новая линия Нью-Йоркского метрополитена, открытая в 1989 году.
Ещё одна интересная станция на линии с точки зрения путевого развития — Queens Plaza. К востоку от неё есть пятый путь, имеющий соединения с обоих своих концов с экспресс-путями. Этот пятый путь предназначен для оборота поездов, но так как станция не является конечной ни для одного маршрута поездов, то этот путь по назначению не используется. К западу от станции местные пути отходят от экспресс-путей, образуя новую линию — BMT Broadway Line, следующую через 60th Street Tunnel Connection. В этом же месте от линии отсоединяется ещё одна пара путей — начало линии IND Crosstown Line. Это подключение не используется маршрутными поездами, а раньше использовалось поездами G. Последний поезд прошёл через этот участок 19 апреля 2010 года. Центральные экспресс-пути продолжают линию IND Queens Boulevard Line. Станция Queens Plaza — самая западная станция расположенная на четырехпутном участке IND Queens Boulevard Line, далее линия двухпутная.
Двухпутная линия следует под Ист-ривер через тоннель 53rd Street Tunnel и приходит из Куинса в Манхэттен под 53-й улицей. После станции Lexington Avenue — 53rd Street северный путь (поезда из Куинса) уходит выше южного — следующая станция (Fifth Avenue / 53rd Street) двухъярусная. Такой «подъём» был сделан для того, чтобы было возможным построить соединение линии с IND Sixth Avenue Line, вскоре это и было сделано.
Тем не менее пути не «выравниваются» и следуют двумя уровнями. Станция Seventh Avenue тоже двухъярусная. На этой станции есть соединение IND Eighth Avenue Line — IND Sixth Avenue Line, именно поэтому пути не «выравнивали».
К западу от Seventh Avenue линия поворачивает под 8-ю авеню. После поворота располагается последняя станции линии 50th Street. Эта станция двухуровневая, причем поезда IND Queens Boulevard Line останавливаются только на нижнем уровне. Верхний уровень станции используют поезда четырехпутной IND Eighth Avenue Line. К югу от станции линия подключается к верхнему уровню: поезда дальше следуют по IND Eighth Avenue Line.

## Станции на линии
Проходящие по линии маршруты в зависимости от дня недели и времени суток
| Джамейка — 179-я улица — Сатфин-бульвар                                                 | Часы пик | Остальное время |
| --------------------------------------------------------------------------------------- | -------- | --------------- |
| Экспресс-пути                                                                           | E        | —               |
| Локальные пути                                                                          | F · <F>  | F               |
| — в пиковом направлении; — в обратном пиковому; · — в пиковом направлении, часть рейсов |          |                 |

| Брайарвуд — 75-я авеню                         | Часы пик | День (кроме часов пик) | Остальное время |
| ---------------------------------------------- | -------- | ---------------------- | --------------- |
| Экспресс-пути                                  | E        | E                      | —               |
| Локальные пути                                 | F · <F>  | F                      | E · F           |
| — в пиковом направлении; — в обратном пиковому |          |                        |                 |

| Форест-Хилс — 71-я авеню — 36-я улица          | Часы пик    | День (кроме часов пик) + вечер | Выходные | Ночь |
| ---------------------------------------------- | ----------- | ------------------------------ | -------- | ---- |
| Экспресс-пути                                  | E · F · <F> | E · F                          | E · F    | F    |
| Локальные пути                                 | M · R       | M · R                          | R        | E    |
| — в пиковом направлении; — в обратном пиковому |             |                                |          |      |

| Корт-сквер — 23-я улица — Пятая авеню — 53-я улица | День + вечер | Выходные + ночь |
| -------------------------------------------------- | ------------ | --------------- |
| Локальные пути                                     | E · M        | E               |

| Седьмая авеню — 50-я улица | Круглосуточно |
| -------------------------- | ------------- |
| Локальные пути             | E             |

Станции на линии
| Условные обозначения |
| для дней и часов работы маршрутов (более точно указано во всплывающих подсказках при этих обозначениях): |
| --- |
| круглосуточно круглосуточно, кроме ночи круглосуточно, кроме будней днём (либо часов пик) в пиковом направлении в будни днём (и, возможно, вечером) в будни круглосуточно в часы пик в будни днём (либо в часы пик) в пиковом направлении в будни днём (либо в часы пик) в направлении, обратном пиковому в выходные ночью ночью и в выходные (и, возможно, вечером) нет движения поездов |

|  |  |                                       |
|  |  | E — круглосуточно · E — круглосуточно |
|  |  |                                       |

|  |  |
|  |  |
|  |  |

|  |  |
|  |  |
|  |  |

| 7 — круглосуточно · 7 — круглосуточно | 74-я улица — Бродвей |

| |  |  |
| F — круглосуточно · F — круглосуточно · <F> — в часы пик в пиковом направлении · <F> — в часы пик в пиковом направлении |  |  |
| |  |  |

|                                                               |  |  |  |                                       |
| R — круглосуточно, кроме ночи · R — круглосуточно, кроме ночи |  |  |  | G — круглосуточно · G — круглосуточно |
|                                                               |  |  |  |                                       |

| 7 — круглосуточно · 7 — круглосуточно · <7> — в часы пик в пиковом направлении · <7> — в часы пик в пиковом направлении | Корт-сквер |
| G — круглосуточно · G — круглосуточно                                                                                   | Корт-сквер |

| 4 — ночью · 4 — ночью · 6 — круглосуточно · 6 — круглосуточно · <6> — в будни днём в пиковом направлении · <6> — в будни днём в пиковом направлении | 51-я улица |

|  |  |                                                         |
|  |  | M — в будни днём и вечером · M — в будни днём и вечером |
|  |  |                                                         |

| B — в будни днём и вечером до 23:00 · B — в будни днём и вечером до 23:00 · D — круглосуточно · D — круглосуточно |

| A — ночью · A — ночью · C — круглосуточно, кроме ночи · C — круглосуточно, кроме ночи |

| |  |  |
| A — круглосуточно · A — круглосуточно · C — круглосуточно, кроме ночи · C — круглосуточно, кроме ночи                                         |  |  |
| |  |  |
| A — круглосуточно · A — круглосуточно · C — круглосуточно, кроме ночи · C — круглосуточно, кроме ночи · E — круглосуточно · E — круглосуточно |  |  |